# Taku Miki
Pour les articles homonymes, voir Miki.
 Taku Miki (三木 卓, Miki Taku, né le 13 mai 1935 et mort le 18 novembre 2023) est le nom de plume du romancier et poète japonais actif durant l'ère Shōwa. Son véritable nom est Tomita Miki.

## Biographie
Né à Tokyo, Miki grandit au Manchukuo. Il retourne au Japon en 1946, est diplômé en 1959 de littérature russe de l'université Waseda. Alors qu'il est encore au lycée, il écrit des poèmes et des recensions littéraires pour le magazine littéraire Bungaku soshiki. Après avoir obtenu son diplôme, il fait partie du cercle poétique formé autour de Han (« Inondation »).
L’œuvre principale de Miki comprend le recueil de poésie Tokyo gozen sanji (3 AM à Tokyo, 1966), le conte de fée Horobita kuni no tabi (« Voyages dans un pays ruiné », 1969) et Hogeki no ato de (« Après le bombardement », 1973), qui contient le récit Hiwa (« Pinson »), prix Akutagawa en 1973.
Parmi ses romans on compte Furueru shita (« Langue frémissante », 1974), Karera ga hashirinuketa hi (« Le Jour où ils ont tenu la distance », 1978), Gyosha no aki (« L'aurige en automne », 1985) et Koguma-za no otoko (« L'Homme de la petite ourse », 1989). Il écrit également de la critique littéraire (Kotoba no suru shigoto, « Ce que font les mots » , 1975), des essais (Tokyo bishiteki hokō, « Microscopiques balades dans Tokyo », 1975), et des livres de fiction pour la jeunesse, (Potapota, "Drip, Drip", 1984).
Il est nommé en 2007 à l'Académie japonaise des arts. 

## Ouvrages
- Tokyō gozen sanji, poésie, 1959
- Waga kidi Rando, poésie, 1971
- Hiwa, roman, 1972
- Furueru shita, roman, 1974
- Tokyo bishiteki hokō, essais, 1975
- Kotoba no suru shigoto, critique littéraire, 1975
- Karera ga hashirinuketa hi, Roman, 1978
- Potapota, roman pour la jeunesse, 1984
- Gyosha no aki, roman, 1985
- Koguma-za no otoko, roman, 1989

## Principaux prix
- 1967 Prix H-Shi pour Tokyo gozen sanji
- 1970 Prix Jun Takami pour Waga kidi rando (Our kiddy land)
- 1973 Prix Akutagawa[2] pour Hiwa (Finch)
- 1984 Prix Noma Jido Bungei (prix Noma de littérature pour la jeunesse), pour Potapota (Drip drip)
- 1986 Prix Taiko Hirabayashi pour Gyosha no aki (« Automne du conducteur »)
- 1997 Prix Tanizaki pour Roji
- Prix Geijutsu Sensho Monbu Daijin